# Pseudanophthalmus fulleri
Pseudanophthalmus fulleri är en skalbaggsart som beskrevs av Valentine. Pseudanophthalmus fulleri ingår i släktet Pseudanophthalmus och familjen jordlöpare. Inga underarter finns listade i Catalogue of Life.